# Lucie Bittalová
Lucie Bittalová (15. prosince 1987 Valtice – 20. listopadu 2015) byla česká aktivistka, která pracovala pro iniciativu HateFree Culture. Širší pozornosti se jí dostalo v souvislosti s osvětovou kampaní Měsíc raka, zaměřenou na prevenci rakoviny děložního čípku.

## Životopis
Narodila se roku 1987 ve Valticích jako jedna z trojice sourozenců a poté část života strávila v Bohumíně. Dálkově studovala anglistiku na Masarykově univerzitě v Brně. Zajímala se o veřejné dění a angažovala se v různých projektech. Pro organizaci HateFree Culture pracovala na kampaních k rozptylování předsudků. Mediálně známým se stal její podvod, jímž napálila organizátora rasistické demonstrace Lukáše Kohouta (proslaveného vlastními podvody), když mu nabídla zajištění zvukové aparatury.
Při studijním pobytu Erasmus v Berlíně zpozorovala zdravotní potíže a počátkem roku 2015 jí byla ve Všeobecné fakultní nemocnici v Praze diagnostikována rakovina děložního čípku ve fázi, kdy nádor nebylo možné operovat, na plicích se jí vytvořily metastáze a prognózy byly nepříznivé. Na vlastní žádost pak byla od jara léčena v Brně. Ukončila studium i svou práci v HateFree Culture.
V létě téhož roku se stala tváří kampaně Měsíc raka, v níž se doznala, že podcenila prevenci, a nabádala ostatní ženy k neopakování svého přístupu. Projekt byl specifický svým humorem, s hravou grafikou od Adama Hrubého, písní od dua Čokovoko a také osobním blogem Bittalové. Pouhý den a půl po spuštění kampaně se k webu přihlásilo 11 tisíc lidí. V souvislosti s kampaní Měsíc raka byla později Bittalová účastníky odborné konference Public Relations Summit zvolena PR osobností roku. V anketě Křišťálová Lupa obsadila sedmé místo v kategorii Projekt roku. Čelila však také nepřejícím či přímo nenávistným reakcím, např. že si rakovinu vymyslela nebo že si ji za své veřejné angažmá zaslouží.
Její rakovina pokročila do nejzazšího, čtvrtého stadia a léčba nebyla úspěšná, na poslední dny se nechala z nemocnice převézt domů do péče matky. Zemřela 20. listopadu 2015.
Dne 31. května 2016 byla Bittalová oceněna in memoriam cenou Gratias Tibi humanitární společnosti Člověk v tísni v kategorii do 30 let.